# Геннадий (Драницын)
Епископ Геннадий (в миру Григорий Драницын; ?, село Большие Всегодичи, Ковровский уезд — 12 (23) апреля 1775, Москва) — епископ Суздальский и Юрьевский.

## Биография
Родился в семье причетника села Всегодич (ныне Большие Всегодичи или Малые Всегодичи Ковровский район Владимирской области).
Обучался в Московской духовной академии.
Н. И. Петров считает его малороссом под фамилией Грацинского, начавшим своё образование в Киеве или где-то на юге, а окончившим в Московской духовной академии.
С 1746 года по 1754 год последовательно занимал в ней должности учителя фары, грамматики, синтаксимы и пиитики.
После пострижения в монашество он в 1754 году был назначен учителем философии, в феврале 1755 года — префектом, а в сентябре — учителем богословия.
С 12 мая 1757 года — ректор академии и архимандрит Заиконоспасского монастыря.
В 1758 году переведён в Иосифо-Волоцкий монастырь «для облегчения и отдохновения от школьных трудов».
13 декабря 1761 года хиротонисан во епископа Суздальского и 31 марта 1762 года, в вербное воскресенье, прибыл в Суздаль; здесь его встретили «с крестным хождением и с вербою».
Геннадий заботился о благолепии своей «архиереепрестольной» церкви; между прочим он устроил в ней «место архиерейское резное». Он много заботился и о благоустройстве Суздальской семинарии и прежде всего упорядочил семинарское хозяйство. Он перевёл семинарию из тесного помещения при архиерейском доме в Спасо-Евфимиев монастырь, «подвергнул пересмотру весь продовольственный строй» и дал подробную инструкцию назначенному для заведования семинарским хозяйством комиссару. Личный состав семинарии и консистории был далеко не удовлетворителен. «В подаваемых владыке консисторских докладах он многократно усматривал, что в выписку вносятся правила, вовсе к тому не относящияся, что, по мнению Геннадия, ни от чего другого происходило, как только от простоты присутствующих». Геннадий старался замещать должности образованными и способными людьми, всячески поощрял своих ставленников, берёг их, смотрел сквозь пальцы на некоторые их слабости. Но он был несчастлив в выборе людей, да и некого, по-видимому, ему было выбирать. Пьянство со всевозможными дебошами доминировало над прочими суздальскими епархиальными неустройствами. Официально Геннадий не мог оставить без внимания «непристойных префектовских» и иных поступков и наряжал строгие следствия, но, стоило провинившемуся педагогу «припасть к стопам» владыки и «всерабски просить архипастырского милосердого прощения», а особенно подать «надежду монашества», Геннадий тотчас прелагал гнев на милость и предписывал «начатое следствие оставить и в учиненных погрешениях архипастырское прощение объявить и, дабы впредь таковых непристойных поступков не чинил, обязать в силу указов подпискою». При Геннадии Суздальская семинария, как говорит её историк Малицкий, «представляла типичный образец дореформенной школы со всеми её недостатками и крайностями». Преподавание в ней стояло на таком низком уровне, что ученики философии могли только «тупо» прочесть латинский отрывок и из философии «выводились обратно в риторику» по распоряжению преемника Геннадия. Кроме пьянства, в семинарии постоянным явлением были побеги учеников, находивших укрывателей в лице родителей.
С 27 сентября 1771 года — член Московской синодальной конторы.
15 октября 1774 года переносил мощи князя-мученика Михаила Черниговского в Архангельский собор Московского Кремля, во вновь устроенную раку.
17 февраля 1775 года Геннадий был назначен членом Синода для присутствования опять же в Московской Св. Синода Конторе, управлявшей в то время и Московской епархией, но менее чем через два месяца умер в Москве 12 апреля 1775 года, в первый день Пасхи, в 9 часов пополудни (по «Спискам Архиереев», 11 апреля). Погребен в Суздальском кафедральном соборе.